# Centro Equestre Federale Ranieri di Campello
Il Centro Equestre Federale "Ranieri di Campello", noto come Centro Equestre Federale Pratoni del Vivaro o ancor più brevemente come Pratoni del Vivaro per via della zona in cui sorge, è un centro sportivo di Rocca di Papa, della Federazione Italiana Sport Equestri. Realizzato per i Giochi della XVII Olimpiade disputati a Roma nel 1960, l'impianto ha ospitato le prove di concorso individuale e concorso a squadre di equitazione.